# Syndicate
Agência distribuidora de material jornalístico, ou simplesmente agência distribuidora, ou ainda syndicate,  é uma empresa responsável por distribuir conteúdo para jornais, revistas e internet, tais como tiras cômicas, artigos, palavras cruzadas e outros passatempos. Assim, algumas dessas empresas se especializaram no conteúdo distribuído à imprensa, como agência distribuidora de tiras cômicas, de notícias ou de entretenimento em geral. No Brasil, a primeira empresa do setor foi a Distribuidora Record; hoje, a Ediouro, editora que publica as Revistas Coquetel, também atua na distribuição de passatempos.

## Tiras cômicas
Os syndicates que distribuem tiras cômicas e cartuns para jornais funcionam como agências distribuidoras dos trabalhos de cartunistas, que cedem seus direitos mediante licença e, com isso, o que produzem são enviados para e traduzidos nos jornais e meios correlatos do mundo inteiro que se interessarem em reproduzi-los. A King Features Syndicate é uma das empresas mais tradicionais e conhecidas internacionalmente no segmento.

## História
Uma versão inicial da  sindicação foi praticada no Journal of Occurrences, uma série de artigos de jornal publicados por um grupo anônimo de "patriotas" em 1768-1769 no New York Journal and Packet e outros jornais, descrevendo a ocupação de Boston pelos Exército britânico.
Segundo o historiador Elmo Scott Watson, a verdadeira sindicação começou em 1841 com um suplemento de duas páginas produzido pelo editor do New York Sun, Moses Yale Beach e vendido a vários jornais no nordeste dos Estados Unidos.
No final da Guerra Civil, três syndicates estavam em operação, vendendo notícias e peças curtas de ficção. Em 1881, o correspondente da Associated Press, Henry Villard, era um auto-syndicate do Chicago Tribune, do Cincinnati Commercial e do New York Herald. Alguns anos depois, Charles A. Dana, do New York Sun, formou um syndicate para vender os contos de Bret Harte e Henry James.
O primeiro syndicate de jornal americano completo foi o McClure Newspaper Syndicate, lançado em 1884 pela editora S. S. McClure. Foi a primeira empresa de sucesso desse tipo, transformando o marketing de colunas, seriados de livros (como Rudyard Kipling e Arthur Conan Doyle) e, eventualmente, histórias em quadrinhos, em uma grande indústria.
A organização decolou adequadamente em 1896, quando os concorrentes do New York World e do New York Journal começaram a produzir páginas de quadrinhos dominicais. A tira diária entrou em prática em 1907, revolucionando e expandindo o negócio de distribuição. Os sindicatos começaram a fornecer ao jornal do cliente folhas de prova de arte em preto e branco para a reprodução de tiras.
Em 1984, 300 syndicates estavam distribuindo 10.000 features com vendas combinadas de US$ 100 milhões por ano.
Com o advento da imprensa underground dos anos 60, associações como a Underground Press Syndicate e, mais tarde, a Association of Alternative Newsmedia, trabalharam juntas para distribuir material - incluindo histórias em quadrinhos semanais - para as publicações umas das outras.

## No Brasil
A presença dos syndicates no Brasil se confunde com a própria história do jornalismo do país, sendo fundamentais nos negócios de grandes empresários da imprensa como Roberto Marinho, Assis Chateubriand, Victor Civita e Adolfo Aizen.
Em 1929, surge o primeiro tabloide de quadrinhos do Brasil, A Gazetinha, suplemento do jornal A Gazeta. A Gazetinha foi o primeiro veículo brasileiro a publicar personagens dos syndicates.
Em 1933, o jornalista Adolfo Aizen trabalhava nas revistas O Malho e O Tico Tico (primeira revista em quadrinhos brasileira) e no jornal O Globo de Roberto Marinho. A convite do Comitê de Imprensa do Touring Club do Brasil, Aizen viajou aos Estados Unidos e lá conheceu os suplementos dominicais de quadrinhos. De volta ao Brasil, Aizen tentou convencer seu patrão no jornal O Globo, o jornalista Roberto Marinho, a lançar esses quadrinhos no país mas ele não gostou da ideia. Aizen resolveu procurar o jornal A Nação, por onde lançou o Suplemento Juvenil em 1934 com tiras do syndicate norte-americano King Features. Vendo o sucesso do Suplemento, Marinho não tardou em lançar O Globo Juvenil em 1937.
Após 15 edições pelo jornal A Nação, Aizen cria sua própria editora, a "Grande Consórcio de Suplementos Nacionais". Em 1942, uma crise financeira fez com que Aizen vendesse a editora ao Governo Vargas. Ele passou a trabalhar para o jornal "A Noite" (fundado pelo pai de Roberto Marinho, Irineu Marinho, que acabara ficando para um sócio). Em 1945, cria a Editora Brasil-América Limitada (mais conhecida como EBAL), fundada por ele em 1945 e pela qual tornou-se um renomado editor e empresário. Em 1939, porém, Marinho conseguiu tirar de Aizen todos os personagens da King Features.
A primeira publicação da EBAL foi em 1946: a revista Seleções Coloridas. Impressa na Argentina em parceria com a Editorial Abril do norte-americano César Civita, a revista trazia várias histórias protagonizadas por personagens Disney inclusive algumas de autoria de Carl Barks. Civita era o representante da Disney na América Latina e possuía uma moderna impressora colorida importada dos Estados Unidos. Em 1947, a EBAL lançaria a revista "O Herói", dessa vez impressa no Brasil.
Em 1940, Alfredo Machado e Décio de Abreu fundaram a Record, primeira distribuidora brasileira de comics e que nos anos de 1960 se transformaria na Editora Record. Alfredo C. Machado havia trabalho como tradutor no Suplemento Juvenil de Aizen, dos doze aos dezessete anos. Em 1939 muda-se para O Globo Juvenil de Marinho, alegando que seu salário em Suplemento Juvenil, era baixo. Em 1946, Luiz Rosemberg fundou a Agência Periodista Latino-Americana (APLA), que passaria a se chamar Ica Press em 1979. Apesar do nome, só atuava no Brasil e na Argentina. Com a morte de Rosemberg, em 1993, a agência foi desativada. Lourdes Belo Pereira, fundadora da Intercontinental, começou na APLA, em 1964 e diz que Roberto Marinho, mesmo após deixar suas funções no comando de "O Globo", sempre fez questão de renovar pessoalmente todos os contratos de compra de tiras em quadrinhos. Ao contrário dos outros jornais, que renovavam os contratos a cada um ou dois anos, os de Marinho sempre duraram 15 anos. "Ele publicava 40 personagens mas comprava 50. Eu perguntava por que fazia assim e ele respondia: 'Eu compro e meu concorrente não publica.' Eu dizia que ele tinha de publicar todos porque a agência internacional exigia isso. E ele: 'Tudo bem, a senhora me dá algum prazo e eu faço um revezamento dos personagens.".
Em 1949, o irmão de César Civita, Victor Civita, se muda para o Brasil. Em maio de 1950, cria a Editora Primavera, cuja primeira revista era de quadrinhos, sendo chamada de Raio Vermelho, cujas histórias de origem italiana eram distribuídas pelo syndicate argentino Sudameris. Logo depois, Civita adota o nome "Editora Abril", tal qual a editora do irmão, e lança, em julho do mesmo ano, a revista O Pato Donald. Como Raio Vermelho não obteve sucesso, Civita considerava a revista do pato como o marco zero da editora. A ele, é atribuída a frase "Tudo começou com um pato", paráfrase de Walt Disney que dizia que tudo começara com um rato (Mickey Mouse).
Por conta de uma lei em vigor na época, tanto Aizen (um judeu nascido na Rússia) e Victor Civita (um ítalo-americano nascido em Nova York) não poderiam ser donos de empresas de comunicação no Brasil por não serem naturais do país. Aizen escondeu por anos sua origem russa e dizia ter nascido no Estado da Bahia e Civita se tornou sócio do mineiro (e como ele descendente de italianos) Giordano Rossi.
Em 1952, Roberto Marinho cria a Rio Gráfica Editora (inicialmente o nome da editora seria Editora Globo, porém foi impedido por causa existência da Livraria do Globo de Porto Alegre, que também atuava como editora. Marinho compraria a livraria em 1986 e passou a usar o nome Editora Globo desde então).
Em 1961, foi criada a Associação dos Desenhistas de São Paulo que tinha como objetivo a nacionalização do mercado de histórias em quadrinhos no Brasil, seu presidente foi Mauricio de Sousa, tendo como principal pauta a nacionalização das histórias em quadrinhos. Entre seus membros, estavam Júlio Shimamoto, Ely Barbosa e Gedeone Malagola.
No mesmo período surgiu a CETPA (Cooperativa Editora e de Trabalho de Porto Alegre), criada por Leonel Brizola, então governador do Rio Grande do Sul, a CETPA funcionaria não só como editora, como também atuaria como syndicate, distribuindo tiras de artistas brasileiros. A ideia foi proposta por José Geraldo, e a editora publicou os trabalhos de Júlio Shimamoto, Getulio Delphim, João Mottini,  e Renato Canini (Zé Candango).
Ainda na década de 1960, Maurício de Sousa criou diversas tiras (que dariam origem a Turma da Mônica e criou seu próprio syndicate, chamado Bidulândia Serviços de Imprensa chegando a distribuir para mais de 200 jornais, ao lado de Lenita Miranda, coordena as tiras do suplemento Folhinha de São Paulo do jornal Folha de S.Paulo, usando sua experiência na CETPA, o quadrinista Julio Shimamoto criou a tira O Gaúcho, a pedido de Maurício.
Em 1967, a APLA adquire a licença da Marvel com a americana Transworld Features Syndicate e negocia com a EBAL, a publicação de personagens da Marvel, que seriam exibidos no bloco de animações The Marvel Super Heroes, adquiridos pela Rede Bandeirantes, a editora forma parceria com o canal, com a fabricante de brinquedos Atma (que lança bonecos dos personagens) e os postos Shell, que através de uma campanha de marketing da Standard Propaganda, distribuíram revistas promocionais para quem abastecesse no local.
Em 1978, a Editora Abril lança o "Projeto Tiras", dirigido por Ruy Perotti e coordenado por Wagner Augusto. O projeto visava a criação de um syndicate: entre as tiras, estavam Carrapicho, de Carlos Avalone, Insecto City, de Claudino e Paulo Paiva, Tibica de Renato Canini, Bingo de Paulo José e O Veterinário de Primaggio Mantovi. Contudo, o projeto não durou muito tempo.
Em 2001, havia cerca de 250 jornais com circulação diária no Brasil. O mercado de tiras que atingira seu ápice com a publicação dos "suplementos dominicais" infantis pelos principais periódicos, na virada do milênio foi reduzido. As tiras de Maurício de Sousa caíram de 14 para 3 e os jornais que as publicavam, de 80 a 100, para pouco mais de 20.
Os jornais tinham sido abastecidos por quase um século pelos syndicates americanos, que vendiam barato para lucrarem em escala. Até 1980, 80% das tiras de jornais brasileiros vinham de fora. Nessa época, surgiu a Fundação Nacional de Artes, destinada à distribuição de trabalhos de autores brasileiros, coordenada por Ziraldo. E, com isso, a situação se inverteu. Em 1990, o órgão federal foi extinto mas a Agência Pacatatu garantia ainda o fornecimento de 50% das tiras publicadas, produzidas por autores brasileiros.
Mas, com a crise, uma das maiores distribuidoras brasileiras de tiras americanas — a carioca Record, deixou de existir. A agência Keystone também parou de vender o produto no país. Na década de 2000, as licenças estavam concentradas na Intercontinental Press, única a atuar no segmento com material estrangeiro, mantida ainda a concorrência da Pacatatu que distribuía autores nacionais. A Intercontinental possui um catálogo de mais de uma centena de personagens dos syndicates "United Media", "Editors Press Service" e "King Features" — o maior do mundo e o mais antigo no ramo. Entre eles, as muito conhecidas tiras de Calvin, Garfield, Snoopy, Hagar e Recruta Zero. A Pacatatu distribuía Angeli (Chiclete com Banana), Laerte (Piratas do Tietê) e Fernando Gonsales (Níquel Náusea).
Em 2003, Roberto Marinho morre aos 98 anos. Em 2007, a Turma da Mônica deixa de ser publicada pela Editora Globo e passa para a Panini Comics (uma editora de origem italiana), os títulos de Mauricio de Sousa foram publicados durante 20 anos pela editora Globo e em outros 16 pela Editora Abril.
Em 2008, a Editora Globo retira seus títulos de quadrinhos das bancas e foca apenas em lançamentos específicos para livrarias.
A propósito desse ganho de destaque dos autores nacionais a partir da década de 1980, Ana Lúcia Pinta, diretora de agência, diz que "São raros os quadrinhos americanos que têm crítica social ou política, ao contrário de um artista como Nani, que faz charge política em forma de tira e agrada muito mais".
Na década de 1970, o quadrinista Henfil assinou contrato com a Universal Press Syndicate. O syndicate distribuiu as tiras dos Fradinhos em 200 jornais dos Estados Unidos. O estilo ácido de Henfil não agradou o público americano e o cartunista começou a ter suas tiras censuradas pelo syndicate (prática comum na época). e acabou por cancelar o contrato
Maurício de Sousa vê a falta de interesse dos conglomerados de entretenimento como outra causa de as tiras nacionais conseguirem disputar os espaços dos jornais nacionais nos últimos anos: "Disney, Marvel e Hanna Barbera estão ligados a uma rede de negócios na qual os quadrinhos não são o mais importante. No nosso caso, mantemos nossa produção viva porque nossos personagens têm pais que cuidam deles." Ainda no início da década de 2000, a Character Comércio e Serviços representava a DC Comics, que detinha os direitos de Batman e Superman.
Desde 2005, o jornal gaúcho O Sul publica um suplemento diário de quatro páginas no formato 22 x 6 centímetros contendo tiras brasileiras e estrangeiras, todas em cores. Em 2006, as tiras do Cão Jarbas de Ruy Jobim Neto passaram a ser distribuídas internacionalmente pela International Press.
Em 2009, com o sucesso de Turma da Mônica Jovem, série inspirada nos mangás japoneses, a Ediouro, através do selo Pixel Media, conseguiu a licença para publicar uma versão jovem da Turma da Luluzinha. Surgem, então, "Luluzinha Teen e sua Turma", com roteiros e artes do Estúdio Labareda Design. O sucesso da revista gerou uma série de tiras, que foram publicadas no site oficial da revista. Também ganhou versão impressa no jornal O Globo (que mantém a tradição de publicar tiras).